# Szugajłowo (obwód smoleński)
Szugajłowo (ros. Шугайлово) – wieś (ros. деревня, trb. dieriewnia) w zachodniej Rosji, w osiedlu wiejskim Zaborjewskoje rejonu diemidowskiego w obwodzie smoleńskim.

## Geografia
Miejscowość położona jest w dorzeczu Połowki, przy drodze regionalnej 66N-0513 (66N-0508 – Saki), 3 km od drogi regionalnej 66N-0508 (Zaborje – 66N-0506/Anosinki), 10 km od centrum administracyjnego osiedla wiejskiego (Zaborje), 25,5 km od centrum administracyjnego rejonu (Diemidow), 84 km od stolicy obwodu (Smoleńsk), 40 km od granicy z Białorusią.
W granicach miejscowości znajdują się ulice: Pokrowskaja, Riecznaja.

## Demografia
W 2010 r. miejscowość zamieszkiwało 5 osób.

## Historia
W czasie II wojny światowej od lipca 1941 roku dieriewnia była okupowana przez hitlerowców. Wyzwolenie nastąpiło we wrześniu 1943 roku.
Na mocy uchwały z dnia 28 maja 2015 roku wszystkie miejscowości (w tym Szugajłowo) zlikwidowanej jednostki administracyjnej Bakłanowskoje weszły w skład osiedla wiejskiego Zaborjewskoje.

## Osobliwości
- Grupa 21 kurhanów 1,5 km na południe od dieriewni (VIII–X wiek)[7]
- Stanowisko neolityczne 1,5 km na południe od miejscowości, na prawym brzegu Wielejki (IV–II wiek p.n.e.)[7]
- Grodiszcze 0,8 km na południowy wschód od wsi (druga połowa I tysiąclecia n. e.)[7]
- Osada 1,5 km na południe od dieriewni (IV–VII w.)[7]